# Список земноводных и пресмыкающихся, занесённых в Красную книгу Кыргызстана
Список видов рептилий и амфибий, занесённых в Красную книгу Кыргызстана

## КлассЗемноводные
- Отряд Бесхвостые
  - Семейство Жабы
    - Зелёная жаба (кирг. Жашыл кур бака) Bufo viridis (Laurenti, 1768)

  - Семейство Лягушки настоящие
    - Центральноазиатская лягушка (кирг. Кызыл колтук бака) Rana asiatica (Bedriaga, 1898)

## КлассПресмыкающиеся
- Отряд Черепахи
  - Семейство Сухопутные черепахи
    - Среднеазиатская черепаха (кирг. Орто Азия таш бакасы) Agrionemys horsfieldi (Gray, 1844)
- Отряд Чешуйчатые
  - Семейство Агамовые
    - Круглоголовка Саид-Алиева (кирг. Саид Алиевдин жумуру баш кескелдириги)

  - Семейство Варановые
    - Серый варан (кирг. Боз земзем) Varanus griseus (Daudin, 1803) ssp. caspius Eichwald, 1831

  - Семейство Веретеницевые
    - Желтопузик (кирг. Жылан сымал кескелдирик) Pseudopus apodus (Pallas, 1775)

  - Семейство Сцинковые
    - Длинноногий сцинк Шнайдера (кирг. Кадимки тартак сцинк) Eumeces schneideri (Daudin 1802)

  - Семейство Ложноногие змеи
    - Восточный удавчик (кирг. Чыгыш кумчул муунткучу) Eryx tataricus (Lichtenstein, 1823)

  - Семейство Ужеобразные
    - Пятнистый (диадемовый) полоз (кирг. Чарала сойлок)

  - Семейство Гадюки
    - Степная гадюка (кирг. Ренарддын боздоң чаар жыланы) Vipera ursinii (Bonaparte, 1835)